# Kup Nogometnog saveza Ličko-senjske županije 2015./16.
Kup Nogometnog saveza Ličko-senjske županije za sezonu 2015./16. je igran u proljetnom dijelu sezone. 
 Natjecanje je osvojio Otočac, koji je time stekla pravo nastupa u pretkolu Hrvatskog kupa u sezoni 2016./17. 

## Sudionici
U natjecanju je nastupilo 11 klubova, prikazani prema pripadnosti ligama u sezoni 2015./16.
|                                            | |  |
| MŽNL NS Rijeka (IV.) - Nehaj Senj - Otočac | ŽNL Ličko-senjska (V.) - Bunjevac-Gavran Krivi Put - Gacka 1925 Sinac - Gospić 91 - Lika 95 Korenica - Novalja - Perušić - Plitvice Mukinje - Sokolac Brinje - Velebit Žabica |  |

## Rezultati

### 1. kolo
Utakmice na rasporedu 3. travnja 2016.

| klub1            | klub2                     | rez.             |          |
| ---------------- | ------------------------- | ---------------- | -------- |
| Perušić          | Bunjevac-Gavran Krivi Put | 2:3              |          |
| Velebit Žabica   | Novalja                   | 2:0              |          |
| Sokolac Brinje   | Gacka 1925 Sinac          | 2:1              |          |
| Plitvice Mukinje | Gospić 91                 | 0:1              |          |
| Lika 95 Korenica | Lika 95 Korenica          | Lika 95 Korenica | slobodni |

### 2. kolo
Utakmice na rasporedu 13. travnja 2016.
| klub1                     | klub2          | rez.      |                         |
| ------------------------- | -------------- | --------- | ----------------------- |
| Bunjevac-Gavran Krivi Put | Nehaj Senj     |           |                         |
| Velebit Žabica            | Sokolac Brinje |           |                         |
| Lika 95 Korenica          | Otočac         | 0:3 p.f.  | Otočac prošao bez borbe |
| Gospić 91                 | Gospić 91      | Gospić 91 | slobodni                |

### Poluzavršnica
Utakmice na rasporedu 27. travnja i 3. svibnja 2016.

| klub1                     | klub2          | rez. |  |
| ------------------------- | -------------- | ---- |  |
| Bunjevac-Gavran Krivi Put | Velebit Žabica | 5:6  |  |
| Otočac                    | Gospić 91      | 2:0  |  |

### Završnica
Susret završnice na rasporedu 18. svibnja 2016. u Gospiću.

| klub1  | klub2          | rez. |                             |
| ------ | -------------- | ---- | --------------------------- |
| Otočac | Velebit Žabica | 4:1  | Otočac pobjednik natjecanja |